# Formica pratensis
Formica pratensis е вид ципокрило насекомо от семейство Мравки (Formicidae). Видът е почти застрашен от изчезване.

## Разпространение и местообитание
Разпространен е в Австрия, Белгия, България, Великобритания, Германия, Грузия, Естония, Испания, Италия, Латвия, Литва, Люксембург, Молдова, Нидерландия, Норвегия, Полша, Румъния, Русия, Словакия, Сърбия, Турция, Украйна, Унгария, Финландия, Франция, Черна гора, Чехия, Швейцария и Швеция.
Обитава гористи местности, пустинни области, ливади и пасища.